# Пам'ятки культурної спадщини Колиндянської громади
У статті наведений перелік об'єктів культурної спадщини Колиндянської громади Чортківського району Тернопільської области України.

## Пам'ятки археології
| №  | Назва                              | Дата | Адреса | Охоронний номер | Документ про взяття на облік                                                       |
| -- | ---------------------------------- | --- | --- | --------------- | ---------------------------------------------------------------------------------- |
| 1  | Поселення Великі Чорнокінці І      | голіградська культура (ХІ-VII ст. до н. е.); черняхівська культура (ІІІ- IV ст. н. е.); райковецька культура (кінець VII – ІХ ст.); давньоруський час (Х-ХІІІ ст.) | с. Великі Чорнокінці, урочище Ксьондзів ланок, правий берег потічка біля лісу "Чехів"                                                             | 2887            | Наказ управління культури обласної державної адміністрації від 18.10.2005 № 112    |
| 2  | Городище Колиндяни І               | давньоруський час (Х—ХІІІ ст.) | с. Колиндяни, урочище Вал великий | 2895            | Наказ управління культури обласної державної адміністрації від 18.10.2005 № 112    |
| 3  | Городище Колиндяни ІІ              | давньоруський час (Х-ХІІІ ст.) | с. Колиндяни, урочище Вал малий | 2896            | Наказ управління культури обласної державної адміністрації від 18.10.2005 № 112    |
| 4  | Поселення Пробіжна І               | епоха бронзи - ранній залізний вік (ІІ – І тис. до н. е.); черняхівська культура (ІІІ- IV ст. н. е.)                                                               | с. Пробіжна, центрально-східна частина села, нижче церкви, ІІ надзаплавна тераса лівого берега струмка                                            | 1663            | Наказ управління культури обласної державної адміністрації від 27.01.2010 № 16     |
| 5  | Поселення Пробіжна ІІ              | черняхівська культура (ІІІ- IV ст. н. е.) | с. Пробіжна, південна частина села, по лівому березі річки Нічлава                                                                                | 1889            | Наказ управління культури обласної державної адміністрації від 29.10.2012 № 149    |
| 6  | Поселення Товстеньке І             | енеоліт (?), черняхівська культура (ІІІ- IV ст. н. е.), давньоруський час (Х-ХІІІ ст.)                                                                             | с. Товстеньке, 1 км від південно-східних околиць села, правий берег ставку (перед дам-бою), південно-східний схил пагорба, біля хреста (каплички) | 1251            | Наказ управління культури обласної державної адміністрації від 27.01.2010 № 16     |
| 7  | Поселення Товстеньке ІІ            | трипільська культура (IV-кінець ІІІ тис. до н. е.) | с. Товстеньке, 1 км на південний схід від села, лівий берег р. Кривенька, на березі ставка № 2                                                    | 1299            | Наказ управління культури обласної державної адміністрації від 27.01.2010 № 16     |
| 8  | Курган Чорнокінці І                | західноподільсь-ка група скіфського часу (ІІ пол. VII – V (можливо IV) ст. до н. е.)                                                                               | с. Чорнокінці, урочище Розбита могила | 2912            | Рішення виконкому Тернопільської обласної ради від 14.07.1989 № 162                |
| 9  | Поселення Чорнокінці ІІ            | західноподільсь-ка група скіфського часу ( ІІ пол. VII – V (можливо IV) ст. до н. е.)                                                                              | с. Чорнокінці, урочища “Вигин” та “Коло костьолу”                                                                                                 | 2910            | Наказ управління культури обласної державної адміністрації від 18.10.2005 № 112    |
| 10 | Могильник курганний Чорнокінці ІІІ | недатовано | с. Чорнокінці, на території колишнього фільварку Берестки                                                                                         | 2911            | Наказ управління культури обласної державної адміністрації від 18.10.2005 № 112    |
| 11 | Поселення Чорнокінці ХІІ           | черняхівська культура (III-IV ст. н.е.) | с. Чорнокінці, приблизно 2,5 км на північ від села, на правому березі заболоченої балки, уроч. Дубина                                             | 2071            | Наказ управління культури обласної державної адміністрації від 09.09.2016 № 121-од |

## Пам'ятки архітектури
| №  | Назва                    | Дата           | Адреса       | Охоронний номер | Документ про взяття на облік                                       |
| -- | ------------------------ | -------------- | ------------ | --------------- | ------------------------------------------------------------------ |
| 1. | Палац Городецьких (мур.) | початок ХХ ст. | с. Колиндяни | 1756            | рішення Тернопільського облвиконкому від 31 березня 1992 року № 30 |

## Пам'ятки історії
| №  | Назва                                                                     | Дата                               | Адреса                              | Охоронний номер | Документ про взяття на облік                                                                     |
| -- | ------------------------------------------------------------------------- | ---------------------------------- | ----------------------------------- | --------------- | ------------------------------------------------------------------------------------------------ |
| 1  | Пам’ятний знак воїнам-землякам, які загинули в роки Другої світової війни | 1973 р.                            | с. Великі Чорнокінці                | 819             | Рішення виконкому Тернопільської обласної ради від 12.06.1978 р. № 286                           |
| 2  | Могила першого голови сільради Михайлика                                  | 1968 р.                            | с. Великі Чорнокінці                | 820             | Рішення виконкому Тернопільської обласної ради від 22.03.1971 р. № 147                           |
| 3  | Пам’ятний знак воїнам-землякам, які загинули в роки Другої світової війни | 1967 р.                            | с. Давидківці                       | 808             | Рішення виконкому Тернопільської обласної ради від 22.03.1971 р. № 147                           |
| 4  | Пам’ятний знак воїнам-землякам, які загинули в роки Другої світової війни | 1971 р.                            | с. Колиндяни                        | 813             | Рішення виконкому Тернопільської обласної ради від 22.03.1971 р. № 147                           |
| 5  | Пам’ятний знак (хрест) на честь скасування панщини                        | 2007                               | с. Колиндяни, центр                 | 3240            | Наказ управління культури Тернопільської обласної державної адміністрації від 27.01.2010 р. № 16 |
| 6  | Пам’ятний знак воїнам-землякам, які загинули в роки Другої світової війни | 1964 р.                            | с. Малі Чорнокінці                  | 818             | Рішення виконкому Тернопільської обласної ради від 22.03.1971 р. № 147                           |
| 7  | Могила Героя Радянського Союзу Витвинського В.                            | 1964 р.                            | с. Пробіжна                         | 596             | Рішення виконкому Тернопільської обласної ради від 22.03.1971 р. № 147                           |
| 8  | Пам’ятний знак воїнам-землякам, які загинули в роки Другої світової війни | 1973 р.                            | с. Пробіжна                         | 610             | Рішення виконкому Тернопільської обласної ради від 12.06.1978 р. № 286                           |
| 9  | Братська могила Українських Січових Стрільців (11 чол.)                   | 1922 р., відновлено у 1990-х роках | с. Пробіжна, біля старого кладовища | 3241            | Наказ управління культури Тернопільської обласної державної адміністрації від 27.01.2010 р. № 16 |
| 10 | Пам'ятний знак на честь скасування панщини                                |                                    | с. Пробіжна, центр                  | 3242            | Наказ управління культури Тернопільської обласної державної адміністрації від 27.01.2010 р. № 16 |
| 11 | Пам’ятний знак воїнам-землякам, які загинули в роки Другої світової війни | 1965 р.                            | с. Товстеньке                       | 817             | Рішення виконкому Тернопільської обласної ради від 22.03.1971 р. № 147                           |
| 12 | Пам’ятний знак воїнам-землякам, які загинули в роки Другої світової війни | 1969 р.                            | с. Чорнокінецька Воля               | 616             | Рішення виконкому Тернопільської обласної ради від 22.03.1971 р. № 147                           |

## Пам'ятки монументального мистецтва
| № | Назва                                                               | Дата    | Адреса               | Охоронний номер | Документ про взяття на облік                                                                      |
| - | ------------------------------------------------------------------- | ------- | -------------------- | --------------- | ------------------------------------------------------------------------------------------------- |
| 1 | Пам’ятник поету, громадському діячу Франку Івану Яковичу            | 1959 р. | с. Великі Чорнокінці | 643             | Рішення виконкому Тернопільської обласної ради від 22.03.1971 р. № 147                            |
| 2 | Пам'ятник поету, письменнику, художнику Шевченку Тарасу Григоровичу | 1960 р. | с. Великі Чорнокінці | 644             | Рішення виконкому Тернопільської обласної ради від 22.03.1971 р. № 147                            |
| 3 | Пам'ятник мученику за віру Йосифу Білану                            | 1999 р. | с. Колиндяни         | 1889            | Наказ управління культури Тернопільської обласної державної адміністрації від 18.10.2005 р. № 112 |